# テレビドラマデータベース
テレビドラマデータベース（TV Drama Database）は、1997年（平成9年）から古崎康成が運営する日本のテレビドラマを主題とする日本のデータベースサイトである。2023年12月31日時点の収録作品数は、実写作品とアニメ合計7万件超である。

## 解説
1997年、古崎康成が開設した。1940年（昭和15年）の日本放送協会の実験放送で制作・放送された日本初のテレビドラマ『夕餉前』以降、放送中のテレビドラマ、放映中のテレビ映画、テレビアニメを主題として順次、加筆している。
掲示板形式のコミュニティも内包し、年間等のベストテン選出も行う。投稿も可能。
掲載情報の出典は、『テレビドラマ全史 1953 - 1994』（東京ニュース通信社、1994年）その他である。同書以降の情報その他に関しては、適宜各ページに出典が明記されている。
2008年11月時点の登録データ件数は4万件超。収録アニメ作品に関する2007年時点の調査では、ある程度の範囲をカバーしているものの、これまで放送された作品すべてを網羅したわけではないとわかった。
ウェブ制作者の古崎による著作がある。